# 6-я гвардейская истребительная авиационная дивизия
6-я гвардейская истребительная авиационная Донско-Сегедская Краснознамённая ордена Суворова дивизия (6-я гв. иад) — воинское соединение Вооружённых сил СССР, принимавшее участие в Великой Отечественной войне.

## История наименований
- маневренная авиационная группа ВВС Юго-Западного фронта;
- 268-я истребительная авиационная дивизия;
- 6-я гвардейская истребительная авиационная дивизия (18.03.1943 г.);
- 6-я гвардейская истребительная авиационная Донская дивизия (04.05.1943 г.);
- 6-я гвардейская истребительная авиационная Донская Краснознамённая дивизия (25.04.1944 г.);
- 6-я гвардейская истребительная авиационная Донско-Сегедская Краснознамённая дивизия (31.10.1944 г.);
- 6-я гвардейская истребительная авиационная Донско-Сегедская Краснознамённая ордена Суворова дивизия (04.06.1945 г.);
- Войсковая часть (Полевая почта) 10362;
- Войсковая часть (Полевая почта) 57643 (01.10.1951 г.).

## История
6-я гвардейская истребительная авиационная Донско-Сегедская Краснознамённая ордена Суворова дивизия
сформирована в июне 1942 на базе авиационной группы ВВС Юго-Западного направления как 268-я истребительная авиационная дивизия.
В неё вошли 273, 512 и 875-й истребительные авиационные полки.
С июня по декабрь 1942 года в составе 8-й воздушной армии Юго-Западного затем Сталинградского фронта вела боевые действия на харьковском направлении и участвовала в битве под Сталинградом. За это время произвела 5278 боевых самолёто-вылетов и уничтожила 229 самолётов противника. В ходе напряжённых воздушных боёв с превосходящими силами авиации противника лётчики дивизии показали высокое мастерство, отвагу и мужество.
В конце января-февраля 1943 года дивизия во взаимодействии с другими соединениями истребительной авиации 8-й воздушной армии прикрывала войска Южного фронта от ударов авиации противника в ходе наступательной операции в Донбассе.
За успешное выполнение боевых задач и проявленные личным составом героизм и отвагу была преобразована в 6-ю гвардейскую истребительную авиационную дивизию (18 марта 1943 года) и удостоена почётного наименования «Донской» (4 мая 1943 года).
В декабре 1943 — феврале 1944 дивизия отражала удары авиации противника по войскам 4-го Украинского фронта при ликвидации Никопольского плацдарма противника на левом берегу р. Днепр.
В Крымской наступательной операции её лётчики умело прикрывали бомбардировочные и штурмовые авиационные части и соединения 8-й воздушной армии, стрелковые и танковые соединения 2-й гвардейской и 51-й армий, 19-го танкового корпуса при прорыве укреплённых позиций на Перекопском перешейке и южном берегу Сиваша, а также в ходе преследования немецко-фашистских войск.
За образцовое выполнение боевых задач при освобождении г. Симферополь и проявленные при этом доблесть и мужество дивизия была награждена орденом Красного Знамени (24 апр. 1944 года).
В июле-августе она в составе 2-й воздушной армии участвовала в Львовско-Сандомирской наступательной операции, прикрывая во взаимодействии с другими истребительными авиационными дивизиями общевойсковые и танковые армии 1-го Украинского фронта.
С октября 1944 по май 1945 дивизия в составе 3-го гвардейского истребительного авиационного корпуса 5-й воздушной армии 2-го Украинского фронта участвовала в Дебреценской, Будапештской, Венской и Пражской наступательных операциях, в ходе которых произвела 4654 боевых самолёто-вылета и уничтожила 147 самолётов противника.
За боевое мастерство и мужество, проявленные личным составом при освобождении г. Сегед, ей было присвоено почётное наименование «Сегедской» (31 октября 1944 года).
За образцовое выполнение боевых задач при овладении гг. Яромержице, Зноймо, Холлабрунн и Штоккерау она была удостоена ордена Суворова II степени (4 июня 1945 года).
Всего за время Великой Отечеств, войны лётчики дивизии совершили около 40 тысяч самолёто-вылетов.
За мужество, отвагу и воинское мастерство сотни лиц лётного и инженерно-технического состава дивизии были награждены орденами и медалями, а командир дивизии полковник И. И. Гейбо и 16 лётчиков удостоены звания Героя Советского Союза.
После войны в составе 16-й Краснознаменной воздушной армии (ГСОВГ, ГСВГ, ЗГВ).

## Состав
| Период                  | Наименование                                                                    |
| ----------------------- | ------------------------------------------------------------------------------- |
| 18.03.1943 — 25.05.1944 | 9-й гвардейский истребительный авиационный полк                                 |
| 18.03.1943 — 31.08.1991 | 31-й гвардейский истребительный авиационный полк                                |
| 18.03.1943 — 24.03.1960 | 73-й гвардейский истребительный авиационный полк                                |
| 18.03.1943 — 15.07.1991 | 85-й гвардейский истребительный авиационный полк                                |
| 20.07.1943 — 10.08.1943 | 182-й истребительный авиационный полк ПВО (частью сил в оперативном подчинении) |
| 25.11.1943 — 29.12.1943 | 821-й истребительный авиационный полк                                           |
| 19.12.1945 — 15.03.1947 | 91-й истребительный авиационный полк                                            |
| 12.07.1989 — 01.07.1993 | 968-й истребительный авиационный полк                                           |

## Подчинение
- С 18 марта 1943 года по 20 октября 1943 года — в составе 8-й воздушной армии Южного Фронта.
- С 20 октября 1943 года по 12 мая 1944 года — в составе 8-й воздушной армии 4-го Украинского Фронта.
- С 12 мая 1944 года по июнь 1944 года — в составе 8-й воздушной армии Резерва Верховного Главного Командования.
- С июня 1944 года по 14 июля 1944 года — в составе Военно-Воздушных Сил Киевского Военного Округа.
- С 14 июля 1944 года по 30 июля 1944 года — в составе 8-й воздушной армии 1-го Украинского Фронта.
- С 30 июля 1944 года по 13 сентября 1944 года — в составе 2-й воздушной армии 1-го Украинского Фронта.
- С 13 сентября 1944 года по 10 июня 1945 года — в составе 5-й воздушной армии 2-го Украинского Фронта.
- С 10 июня 1945 года по 10 января 1949 года — в составе 5-й воздушной армии Одесского Военного Округа.
- С 10 января 1949 года по 23 октября 1951 года — в составе 48-й воздушной армии Одесского Военного Округа.
- С 28 октября 1951 года по 4 апреля 1968 года — в составе 24-й воздушной армии Группы Советских Войск в Германии.
- С 4 апреля 1968 года по 5 января 1980 года — в составе 16-й Краснознамённой воздушной армии Группы Советских Войск в Германии.
- С 5 января 1980 года по 1988 год — в составе Военно-Воздушных Сил Группы Советских Войск в Германии.
- С 1988 года по 31 августа 1991 года — в составе 16-й Краснознамённой воздушной армии Группы Советских Войск в Германии.
- С 31 августа 1991 года по ? — в составе 14-й воздушной армии Прикарпатского Военного Округа.

## Командиры
- подполковник Рязанов Андрей Матвеевич июнь-июль 1942,
- Полковник Сиднев Борис Арсеньевич, с 6 июля 1942 года — октябрь 1944 года.
- Полковник Гейбо Иосиф Иванович — октябрь 1944 года до окончания войны.

## Участие в битвах и сражениях
- Миусская операция — с 17 июля 1943 года по 2 августа 1943 года.
- Донбасская операция (1943) — с 13 августа 1943 года по 22 сентября 1943 года.
- Мелитопольская операция — с 26 сентября 1943 года по 5 ноября 1943 года.
- Никопольско-Криворожская операция — с 30 января 1944 года по 29 февраля 1944 года.
- Крымская операция (1944) — с 8 апреля 1944 года по 12 мая 1944 года.
- Львовско-Сандомирская операция — с 13 июля 1944 года по 3 августа 1944 года.
- Дебреценская операция — с 6 октября 1944 года по 28 октября 1944 года.
- Будапештская операция — с 29 октября 1944 года по 13 февраля 1945 года.
- Моравско-Остравская операция — с 10 марта 1945 года по 5 мая 1945 года.
- Венская операция — с 16 марта 1945 года по 15 апреля 1945 года.
- Братиславско-Брновская операция — с 25 марта 1945 года по 5 мая 1945 года.
- Пражская операция — с 6 мая 1945 года по 11 мая 1945 года.

## Награды и наименования
| Награда                   | Дата                 | За что получена |
| ------------------------- | -------------------- | --- |
| гвардейская               | 18 марта 1943 года   | За успешноё выполнение боевых задач и проявленные личным составом героизм и отвагу |
| «Донская»                 | 4 мая 1943 года      | За успешное выполнение боевых задач и проявленные личным составом героизм и отвагу |
| «Сегедская»               | 31 октября 1944 года | За боевое мастерство и мужество, проявленные личным составом при освобождении г. Сегед, |
| Орден Красного Знамени    | 24 апреля 1944 года  | За образцовое выполнение боевых задач при освобождении г. Симферополь и проявленные при этом доблесть и мужество |
| Орден Суворова II степени | 4 июня 1945 года     | За образцовое выполнение заданий командования в боях с немецкими захватчиками при овладении городами Яромержице, Зноймо, Голлабрунн, Штоккерау и проявленные при этом доблесть и мужество Указом Президиума Верховного Совета СССР от 4 июня 1945 года награждена орденом «Орден Суворова II степени». |

- Указом Президиума Верховного Совета СССР от 24 мая 1944 года 31-й гвардейский «Никопольский» истребительный авиационный полк награждён орденом «Красного Знамени».
- Указом Президиума Верховного Совета СССР от 1 сентября 1944 года 73-й гвардейский «Сталинградский» истребительный авиационный полк награждён орденом «Красного Знамени».
- Указом Президиума Верховного Совета СССР от 14 ноября 1944 года 73-й гвардейский «Сталинградский» Краснознамённый истребительный авиационный полк награждён орденом «Богдана Хмельницкого III степени».
- Указом Президиума Верховного Совета СССР от 14 ноября 1944 года 85-й гвардейский «Севастопольский» истребительный авиационный полк награждён орденом «Богдана Хмельницкого III степени».
- Указом Президиума Верховного Совета СССР от 5 апреля 1945 года 85-й гвардейский «Севастопольский» ордена «Богдана Хмельницкого III степени» истребительный авиационный полк награждён орденом «Боевого Красного Знамени».
- Указом Президиума Верховного Совета СССР от 17 мая 1945 года 31-й гвардейский «Никопольский» Краснознамённый истребительный авиационный полк награждён орденом «Суворова III степени».

## Благодарности
Объявлены благодарности:
- Приказом ВГК № 104 от 14 апреля 1944 года за овладение городами Армянск и Джанкой.
- Приказом ВГК № 108 от 13 апреля 1944 года за освобождение города Симферополь.
- Приказом ВГК № 111 от 10 мая 1944 года за освобождение города Севастополь.
- Приказом ВГК № 156 от 28 июля 1944 года за овладение городами Перемышль и Ярослав.
- Приказом ВГК № 167 от 18 августа 1944 года за овладение Сандомирским плацдармом.
- Приказом ВГК № 194 от 11 октября 1944 года за овладение городами Клуж и Сегед.
- Приказом ВГК № 199 от 20 октября 1944 года за овладение городом Дебрецен.
- Приказом ВГК № 201 от 22 октября 1944 года за овладение городом Ньиредьхаза.
- Приказом ВГК № 277 от 13 февраля 1945 года за овладение городом Будапешт.
- Приказом ВГК № 330 от 4 апреля 1945 года за овладение городом Братислава.
- Приказом ВГК № 331 от 5 апреля 1945 года за овладение городами Малацки, Брук, Превидза, Бановце.
- Приказом ВГК № 345 от 26 апреля 1945 года за овладение городом Брно.
- Приказом ВГК № 367 от 8 мая 1945 года за овладение городами Яромержице, Зноймо, Голлабрунн и Штоккерау.

## Отличившиеся воины
- Алелюхин, Алексей Васильевич, гвардии капитан, командир эскадрильи 9-го гвардейского истребительного авиационного полка 6-й гвардейской истребительной авиационной дивизии 8-й воздушной армии 1 ноября 1943 годаудостоен звания дважды Героя Советского Союза. Золотая Звезда № 2/17.
- Абрамашвили, Николай Георгиевич, капитан, лётчик 273-го истребительного авиационного полка 268-й истребительной авиационной дивизии 8-й воздушной армии Сталинградского фронта, Герой Российской Федерации. Посмертно (1995).
- Алелюхин, Алексей Васильевич, капитан, командир эскадрильи 9-го гвардейского истребительного авиационного полка 6-й гвардейской истребительной авиационной дивизии 8-й воздушной армии 24 августа 1943 года удостоен звания Герой Советского Союза. Золотая Звезда № 1135.
- Борисов, Иван Григорьевич, гвардии старший лейтенант командир звена 9-го гвардейского истребительного авиационного полка 6-й гвардейской истребительной авиационной дивизии 8-й воздушной армии 1 ноября 1943 года удостоен звания Герой Советского Союза. Золотая Звезда № 1247.
- Борисенко, Иван Иванович, гвардии капитан, заместитель командира эскадрильи 73-го гвардейского истребительного авиационного полка 6-й гвардейской истребительной авиационной дивизии 8-й воздушной армии15 мая 1946 года удостоен звания Герой Советского Союза. Золотая Звезда № 6324
- Бритиков, Алексей Петрович, гвардии капитан, командир эскадрильи 85-го гвардейского истребительного авиационного полка 6-й гвардейской истребительной авиационной дивизии 5-й воздушной армии 15 мая 1946 года удостоен звания Герой Советского Союза. Золотая Звезда № 6325.
- Выдриган, Николай Захарович, гвардии старший лейтенант, командир звена 31-го гвардейского истребительного авиационного полка 6-й гвардейской истребительной авиационной дивизии 5-й воздушной армии удостоен 15 мая 1946 года звания Герой Советского Союза. Золотая Звезда не вручена в связи с гибелью.
- Гейбо, Иосиф Иванович, гвардии полковник, командир дивизии. Герой Советского Союза. Золотая Звезда № 4927.
- Жердий Евгений Николаевич, лейтенант, командир звена 273-го истребительного авиационного полка 268-й истребительной авиационной дивизии 8-й воздушной армии Юго-Западного фронта 5 ноября 1942 года удостоен звания Герой Советского Союза.
- Зуев Михаил Александрович гвардии капитан, командир эскадрильи 73-го гвардейского истребительного авиационного полка 6-й гвардейской истребительной авиационной дивизии 8-й воздушной армии 4 февраля 1944 года удостоен звания Герой Советского Союза. Золотая Звезда № 1282
- Люсин, Владимир Николаевич, гвардии старший лейтенант, командир звена 85-го гвардейского истребительного авиационного полка 6-й гвардейской истребительной авиационной дивизии 8-й воздушной армии 19 августа 1944 года удостоен звания Герой Советского Союза. Золотая Звезда № 2335
- Мазан, Михаил Семёнович, гвардии капитан, заместитель командира эскадрильи 85-го гвардейского истребительного авиационного полка 6-й гвардейской истребительной авиационной дивизии 5-й воздушной армии 15 мая 1946 года удостоен звания Герой Советского Союза. Посмертно.
- Морозов, Фотий Яковлевич, гвардии старший лейтенант, заместитель командира эскадрильи 31-го гвардейского истребительного авиационного полка 6-й гвардейской истребительной авиационной дивизии 8-й воздушной армии 28 сентября 1943 года удостоен звания Герой Советского Союза. Золотая Звезда № 1139.
- Нестеров, Игорь Константинович, гвардии лейтенант, командир звена 31-го гвардейского истребительного авиационного полка 6-й гвардейской истребительной авиационной дивизии 8-й воздушной армии 1 ноября 1943 года удостоен звания Герой Советского Союза. Золотая Звезда № 1276.
- Пишкан, Иван Аникеевич, гвардии капитан, командир эскадрильи 31-го гвардейского истребительного авиационного полка 6-й гвардейской истребительной авиационной дивизии 8-й воздушной армии 1 ноября 1943 года удостоен звания Герой Советского Союза. Золотая Звезда № 1279.
- Плеханов, Андрей Филиппович, гвардии капитан, заместитель командира эскадрильи 73-го гвардейского истребительного авиационного полка 6-й гвардейской истребительной авиационной дивизии 5-й воздушной армии 15 мая 1946 года удостоен звания Герой Советского Союза. Золотая Звезда № 6326
- Сержантов Иван Яковлевич, гвардии лейтенант, лётчик 9-го гвардейского истребительного авиационного полка 6-й гвардейской истребительной авиационной дивизии 8-й воздушной армии удостоен звания Герой Советского Союза. Посмертно.
- Тимофеенко, Иван Васильевич, гвардии старший лейтенант, старший летчик 9-го гвардейского истребительного авиационного полка 6-й гвардейской истребительной авиационной дивизии 8-й воздушной армии 1 июля 1944 года удостоен звания Герой Советского Союза. Золотая Звезда № 3907.
- Шапиро, Валентин Ефимович, гвардии старший лейтенант, командир звена 31-го гвардейского истребительного авиационного полка 6-й гвардейской истребительной авиационной дивизии 5-й воздушной армии 15 мая 1946 года удостоен звания Герой Советского Союза. Золотая Звезда № 8983.

## Развитие новых способов боевых действий
Дивизия привлекалась штабом 8-й воздушной армии для отработки новых видов боевого применения — ведение боевых действий способом «свободная охота». Для этой цели с 8 по 15 мая 1943 года был выделен 9-й гвардейский иап, который в течение месяца отрабатывал данный способ, не привлекаясь к решению других задач. За семь дней охоты выполнено 156 самолето-вылетов, летали 76 самолетов Як-1. Уничтожено: 29 грузовых автомашин, 6 грузовых автомашин, 1 автобус, сожжено 2 ж.д. вагона и 2 катера, потоплен 1 катер. В воздушных боях сбито: 2 Focke-Wulf Fw 190 Würger, 1 Messerschmitt Bf.109, 1 Junkers Ju 52; подбито: 1 Focke-Wulf Fw 189 Uhu; сожжено на земле: 1 Junkers Ju 88. Своих потерь не имели, поврежден один Як-1 в результате атаки 3-х Messerschmitt Bf.109 на аэродром подскока Марьевка.